# Plaza de Alonso de Fonseca
La plaza de Alonso de Fonseca es una plaza medieval situada en el centro histórico de la ciudad española de Pontevedra, frente a la Basílica de Santa María la Mayor.

## Origen del nombre
La plaza debe su nombre al arzobispo Alonso de Fonseca, nombrado párroco de la antigua iglesia de Santa María de Pontevedra a principios del siglo XVI, durante la época del Renacimiento. Alonso de Fonseca impulsó la construcción, financiada por el Gremio de Mareantes, de la nueva Basílica de Santa María, que conserva un escudo con las cinco estrellas de la familia Fonseca en la cabecera.

## Historia
En la Edad Media, Pontevedra contaba con una plaza en el interior de las primitivas murallas, junto a una de las iglesias más importantes de la ciudad, una iglesia románica que fue sustituida siglos después por la Basílica de Santa María la Mayor. Este lugar, situado en el punto más alto del casco histórico, era el núcleo de la vieja Pontevedra, donde nació la ciudad. Esta plaza era un espacio abierto conocido como Plaza da Eyra o Campo da Eyra desde el siglo XIII.
En la Pontevedra bajomedieval, la plaza se convirtió en atrio y cementerio de la iglesia de Santa María. Más tarde, esta plaza fue el lugar de reunión de la Cofradía del Cuerpo Santo (fundada en el siglo XIII), del Gremio de Mareantes, cuyo trabajo financió la construcción de la Basílica de Santa María la Mayor. La construcción de la nueva basílica cambió radicalmente el aspecto de la plaza, dominada por la presencia de la iglesia, la Casa Rectoral, la fortaleza y las torres arzobispales. En 1778, se abrió una ventana lateral en la fortaleza arzobispal que daba a la plaza de Santa María. En 1873 se derribaron las torres arzobispales, cambiando el aspecto de los alrededores de la plaza. En 1877 se acometió la urbanización del espacio que se extendía frente a las Torres Arzobispales.
En 1954 (tras haber estado ubicado en diversos lugares de los alrededores), se instaló en el centro de la plaza un crucero gótico flamígero del siglo XVI procedente de la antigua ermita de Santiago del Burgo, que se encontraba junto al puente del Burgo antes de su derribo.
La plaza fue conocida durante siglos como Plaza de Santa María hasta 1950, año en que recibió el nombre del arzobispo Alonso de Fonseca en reconocimiento a su labor en la ciudad.

## Descripción
Es una plaza triangular de forma irregular, situada en la cima de una colina del casco antiguo, peatonal como el resto del centro histórico de la ciudad. Está empedrada y conserva el ambiente medieval de antaño.
Está dominada por la fachada sur de la Basílica de Santa María la Mayor, en cuyo lateral se encuentra la entrada habitual a la iglesia. En el lado este de la plaza se encuentra la Casa Rectoral de Santa María.
La plaza está presidida en el centro por un crucero del siglo XVI. En la parte superior del fuste, de forma cuadrangular, figuran el escudo de Pontevedra, el escudo del arzobispo Alonso de Fonseca, dos anclas entrelazadas y una concha de vieira. Está rematado por una cruz gótica flamígera con pétalos de flores en los extremos, con Cristo a un lado y la Virgen con el Niño al otro. Al pie de la cruz hay cuatro figuras, entre ellas la del Apóstol Santiago, y era tradicional que las mujeres embarazadas rezasen ante la cruz, junto al puente del Burgo, después de verter agua del río sobre sus vientres. En 1950 se añadieron a la cruz un fuste y un pedestal con varios peldaños.
A continuación de la plaza se encontraba el Eirado de las Torres Arzobispales (actual avenida de Santa María), donde hay una fuente de hierro del siglo XIX, de diseño francés, que data de 1887. En el solar de las derruidas Torres Arzobispales se encuentra el palacete de las Mendoza, construido en 1880, y la casa solariega del antiguo Sanatorio de Santa María, edificada en 1945. El Eirado de las Torres tenía una función defensiva, la de evitar los daños causados por la artillería enemiga.

## Edificios destacados
En la plaza destaca la fachada sur de la Basílica de Santa María la Mayor. La construcción de la basílica fue financiada por la poderosa cofradía del Gremio de Mareantes, que vivía en el barrio de A Moureira, a los pies de su fachada. La basílica data del siglo XVI y fue construida en estilo gótico tardío y renacentista con influencias manuelinas. La fachada principal, de estilo plateresco, es obra de Cornielles de Holanda y del portugués João Nobre y constituye el mejor ejemplo de retablo en piedra de Galicia. La fachada sur, que da a la plaza, destaca por su crestería gótica muy trabajada y sus relieves didácticos con escenas de la historia sagrada y fábulas, así como representaciones de la ciudad y sus murallas. El interior destaca por sus bóvedas de crucería de trébol de cuatro hojas. La basílica es llamada la perla del arte gallego por la pureza de sus elementos góticos. Junto a la entrada, en la fachada sur, se encuentra el Cristo del Buen Viaje, al que rezaban los marineros antes de hacerse a la mar.
En el lado este de la plaza se encuentra la Casa Rectoral de Santa María, una casa renacentista del siglo XVI contemporánea de la Basílica de Santa María la Mayor. Originalmente fue una casa torre que formó parte del primer complejo defensivo y religioso de Pontevedra. En ella vivió el arzobispo Alonso de Fonseca. La portada tiene un arco de medio punto con cinco grandes dovelas típicas del Renacimiento, y un escudo en la dovela central con las armas de los Menelau o Menelao. En la fachada de la casa, una inscripción recuerda que Alonso de Fonseca vivió en la ciudad: A Don Alonso de Fonseca 1473-1534, Cura de esta feligresía, Arzobispo de Santiago y de Toledo, Patrono magnífico de Ciencias, Letras y Artes La ciudad de Pontevedra de la que fue confesor. Año MCMLIX.
En el lado oeste de la plaza hay una casa barroca del siglo XVIII, cuyas puertas y ventanas de la planta baja están separadas por pilastras con capiteles clásicos.

## Galería de imágenes

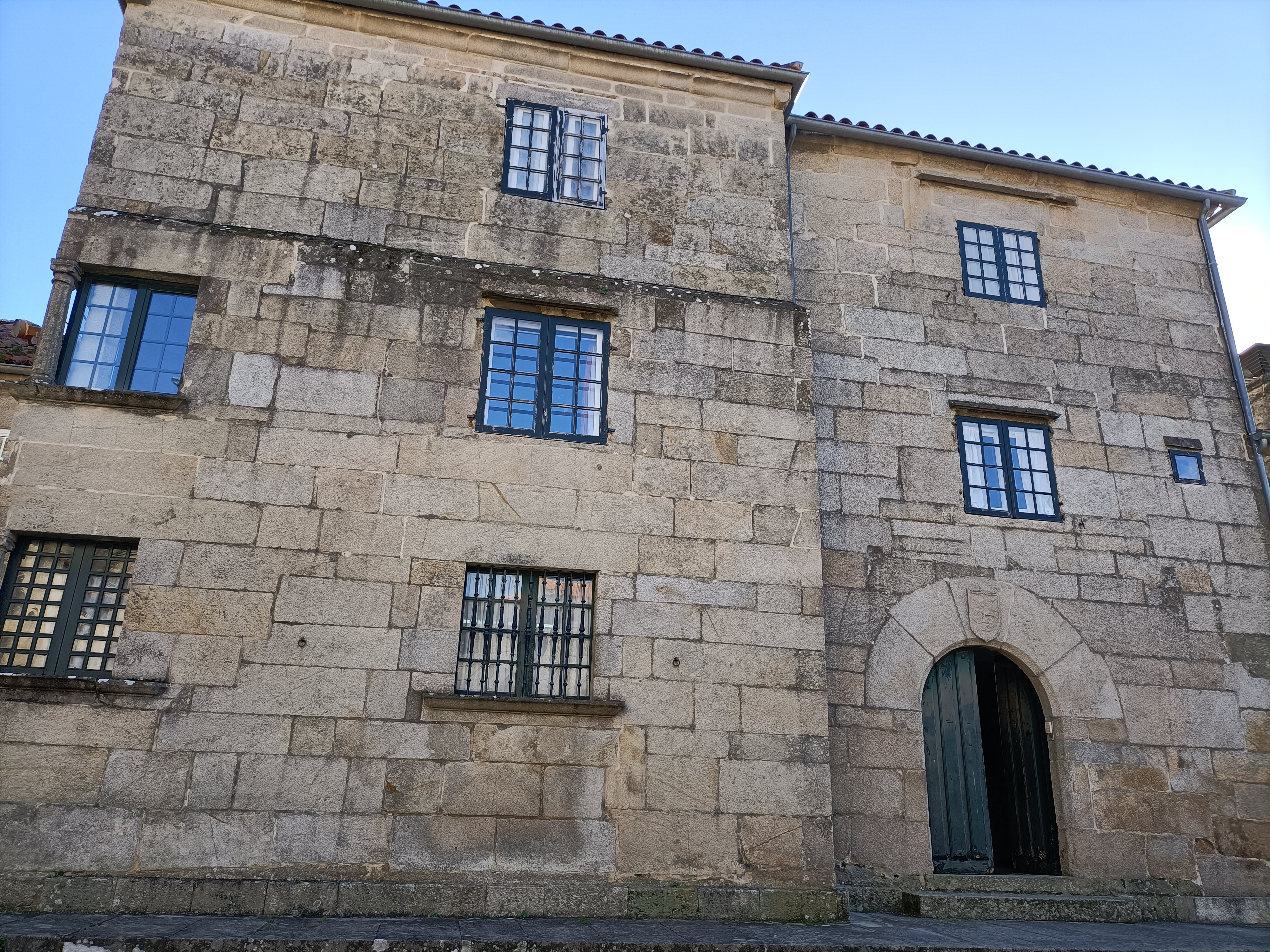
Casa Rectoral renacentista del siglo XVI
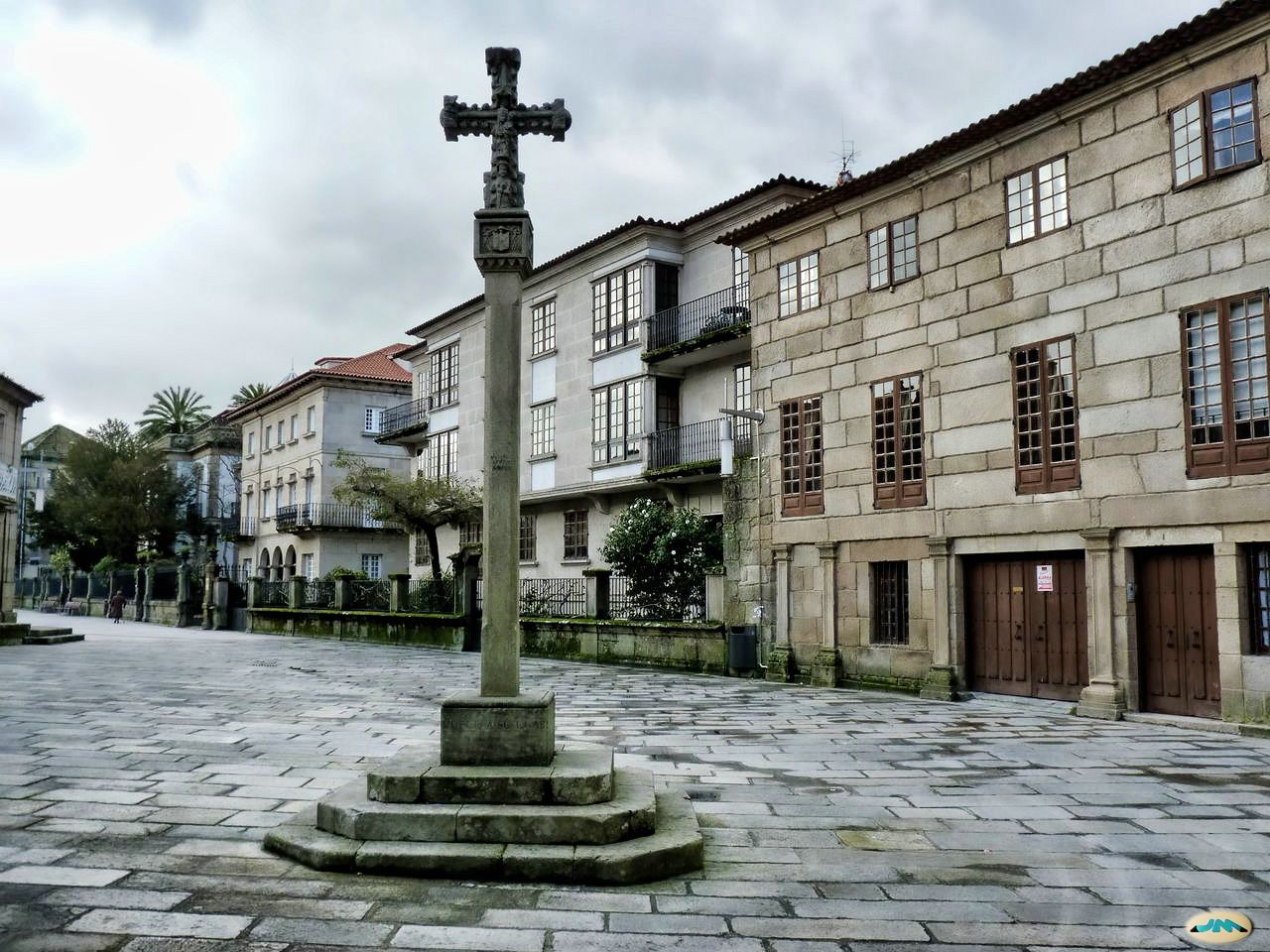
El crucero del siglo XVI en el centro de la plaza
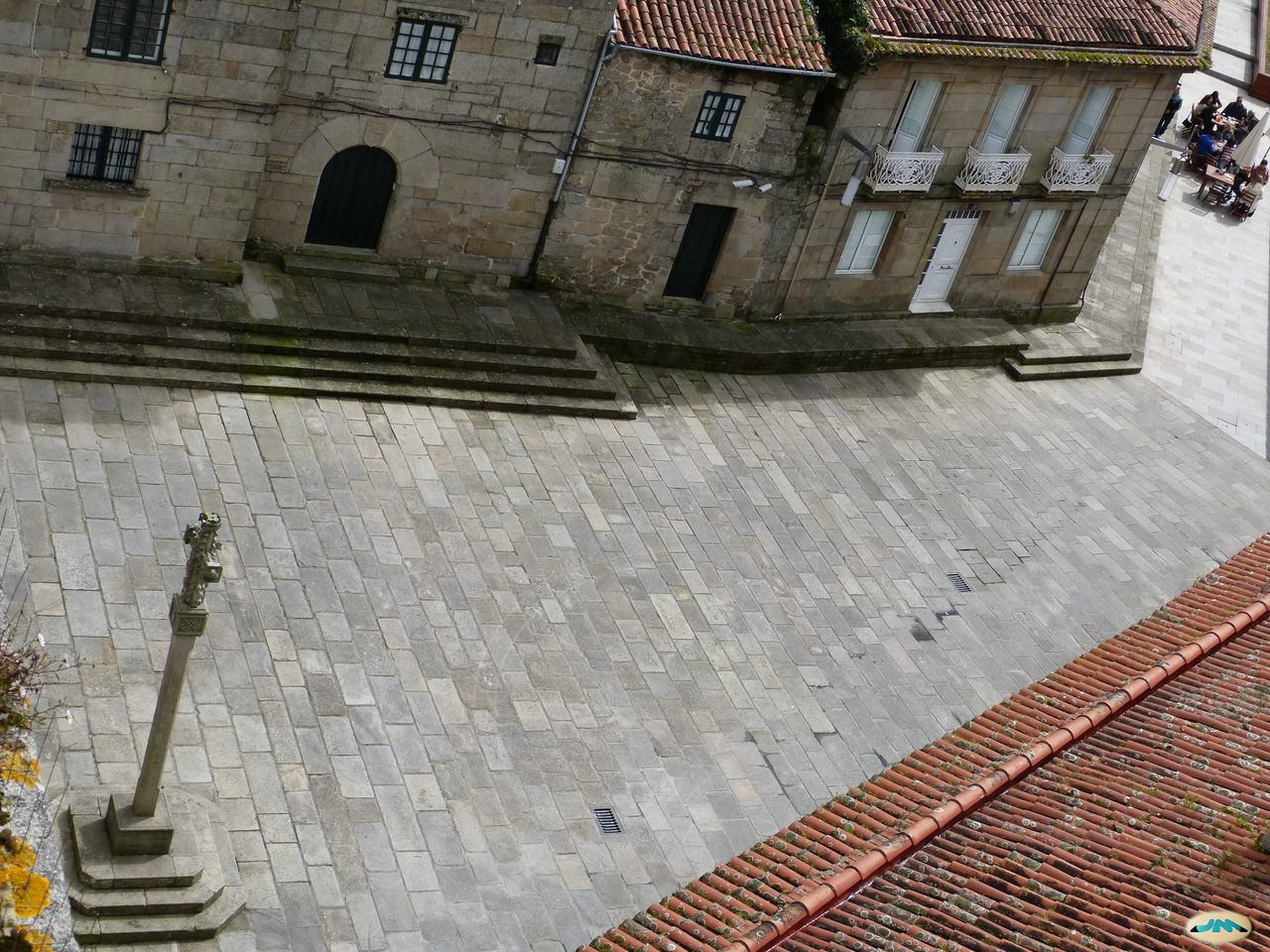
La plaza desde el campanario de la basílica de Santa María la Mayor
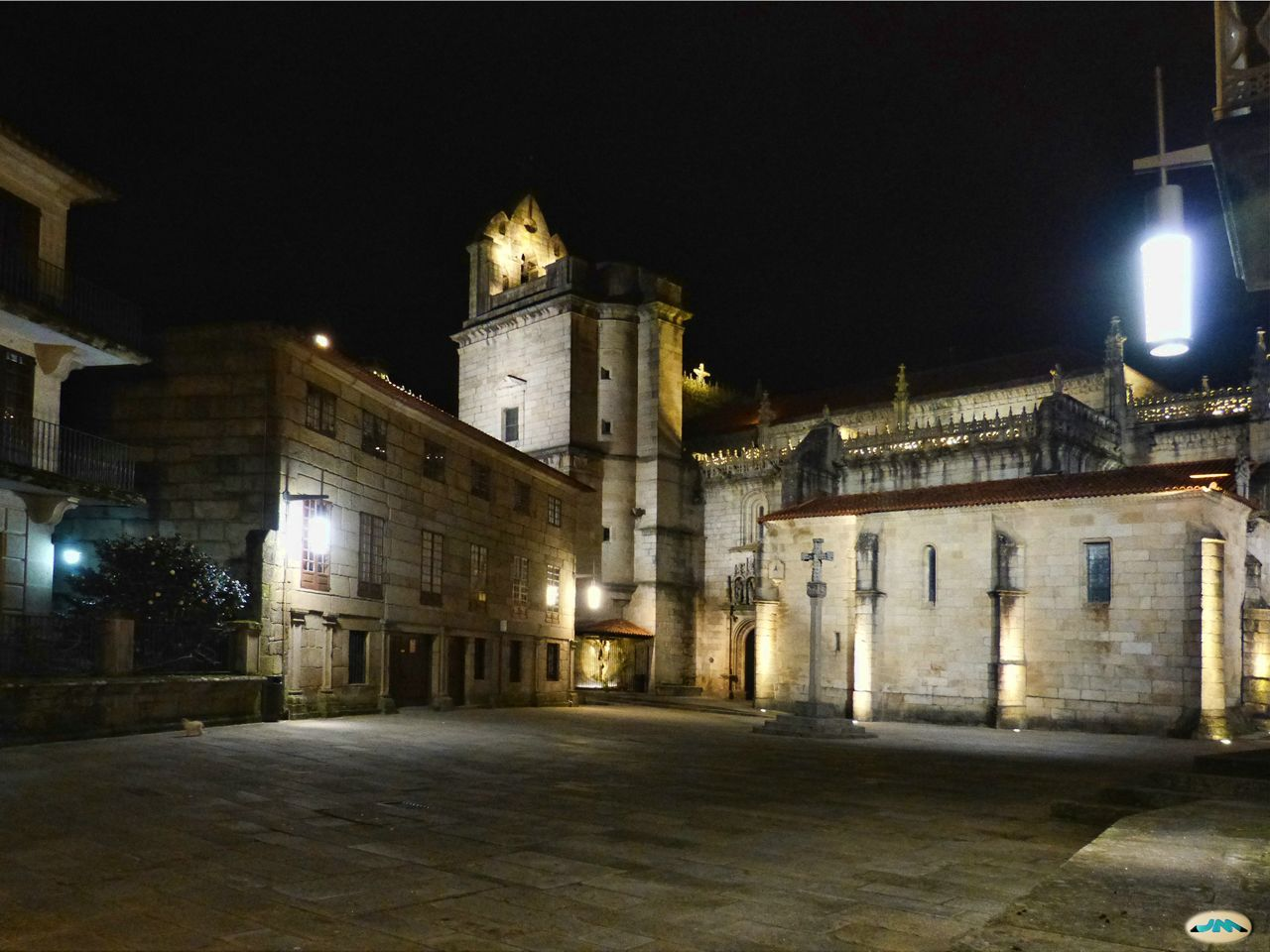
La plaza de noche
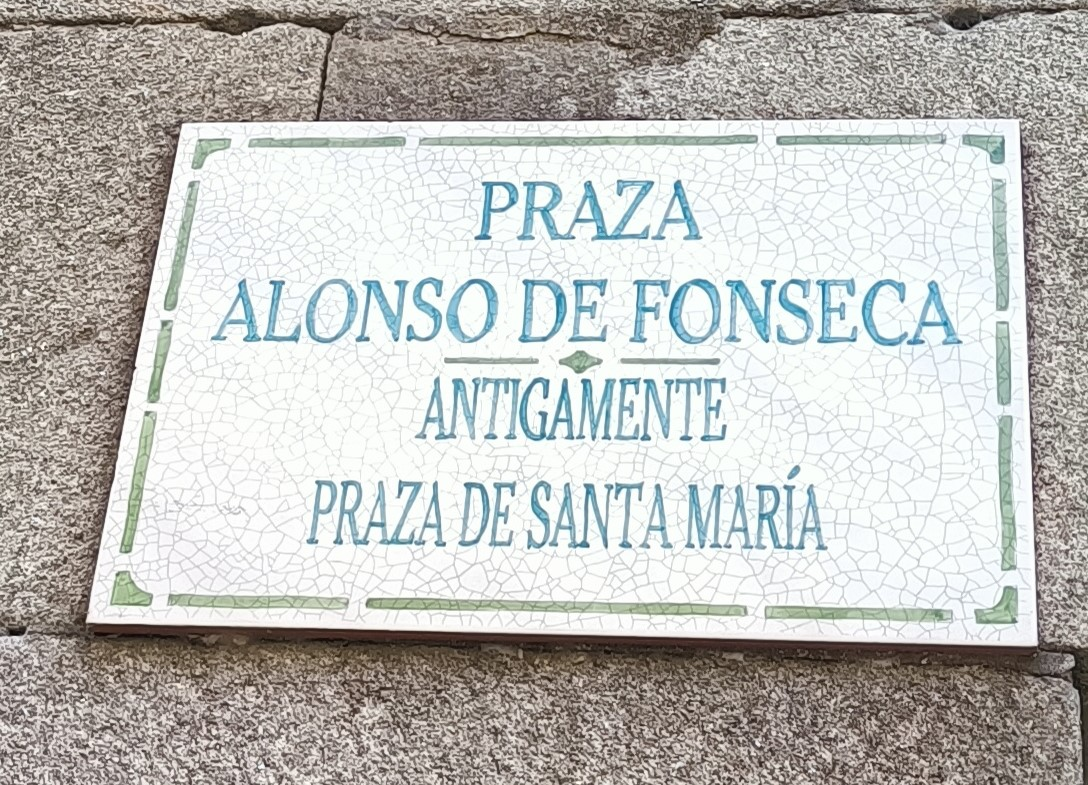
Placa de la plaza, antigua plaza de Santa María
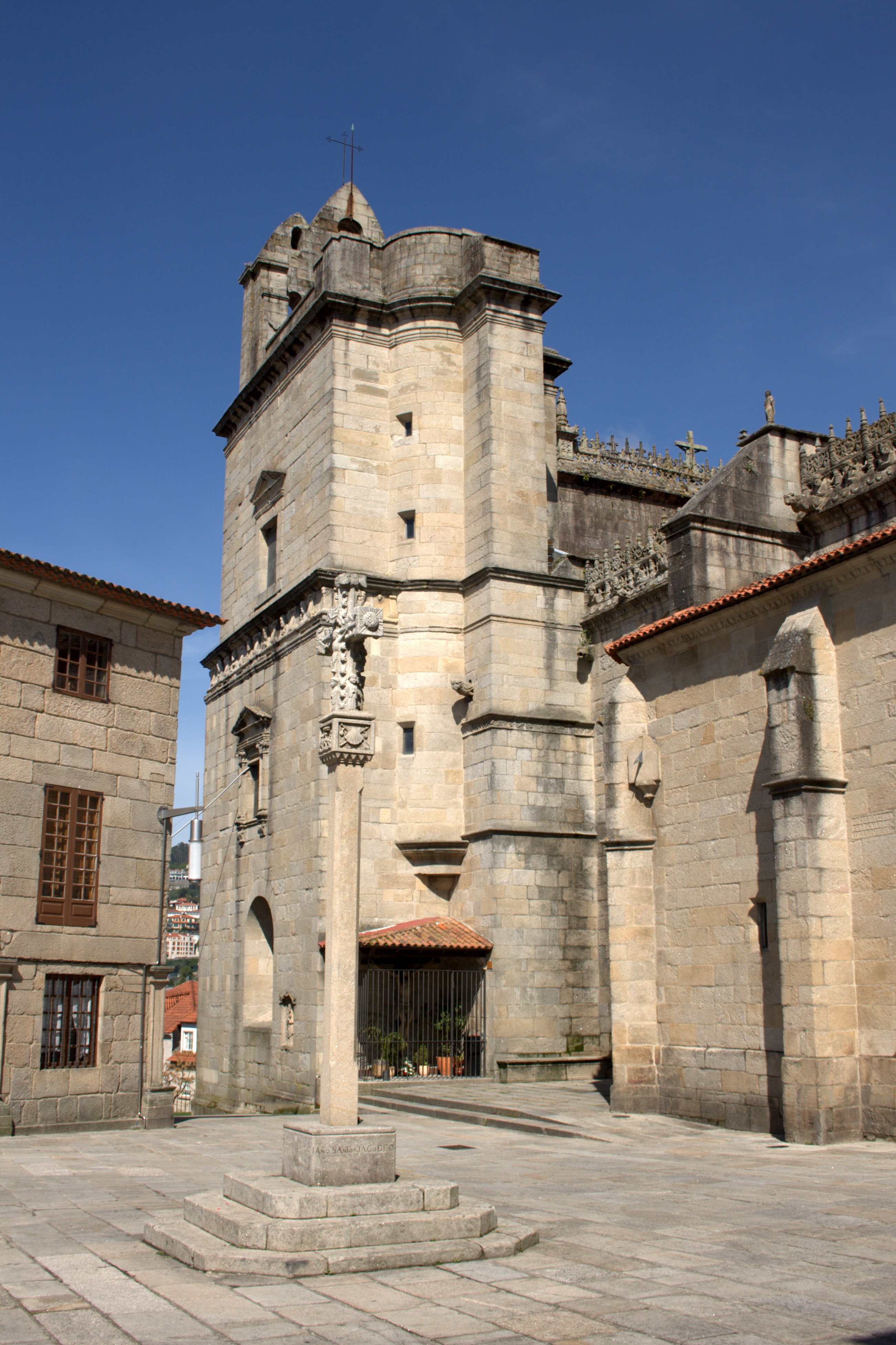
Crucero y fachada sur de la basílica
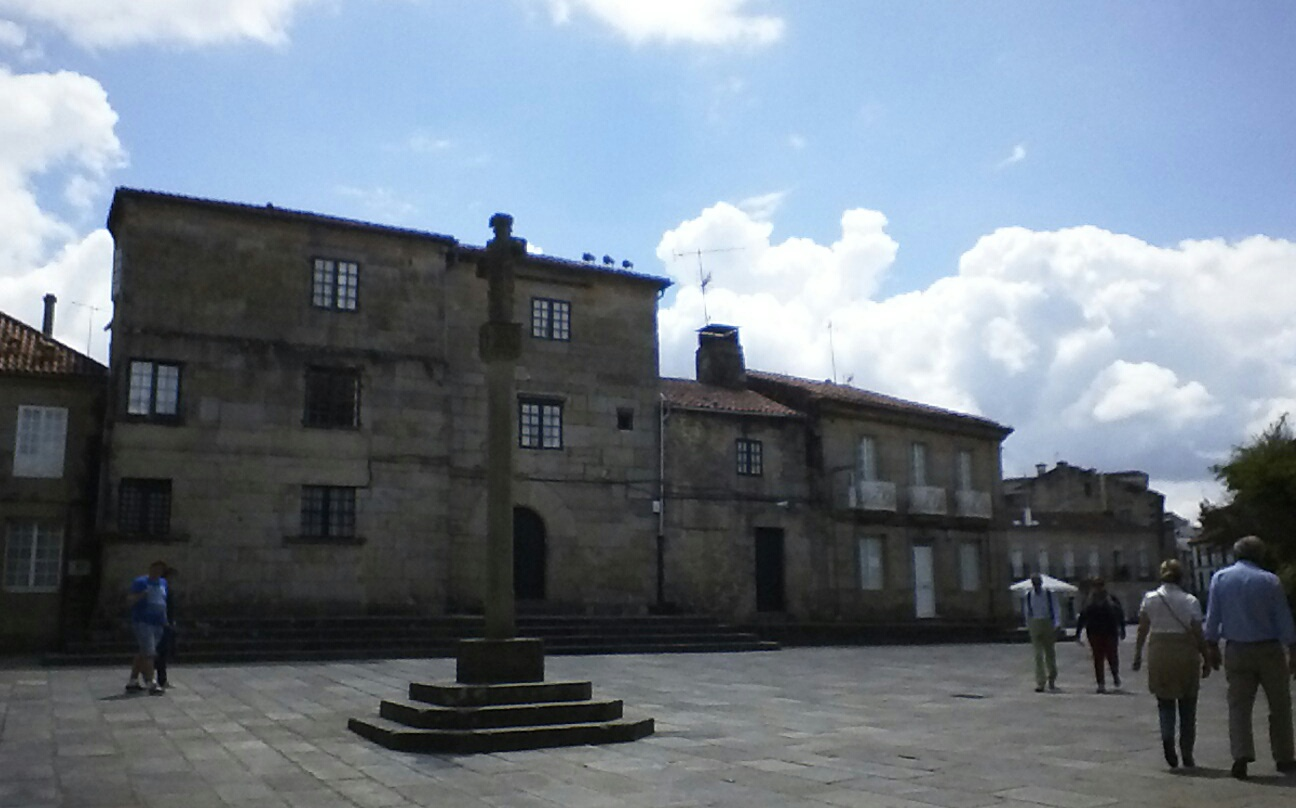
Crucero delante de la Casa Rectoral
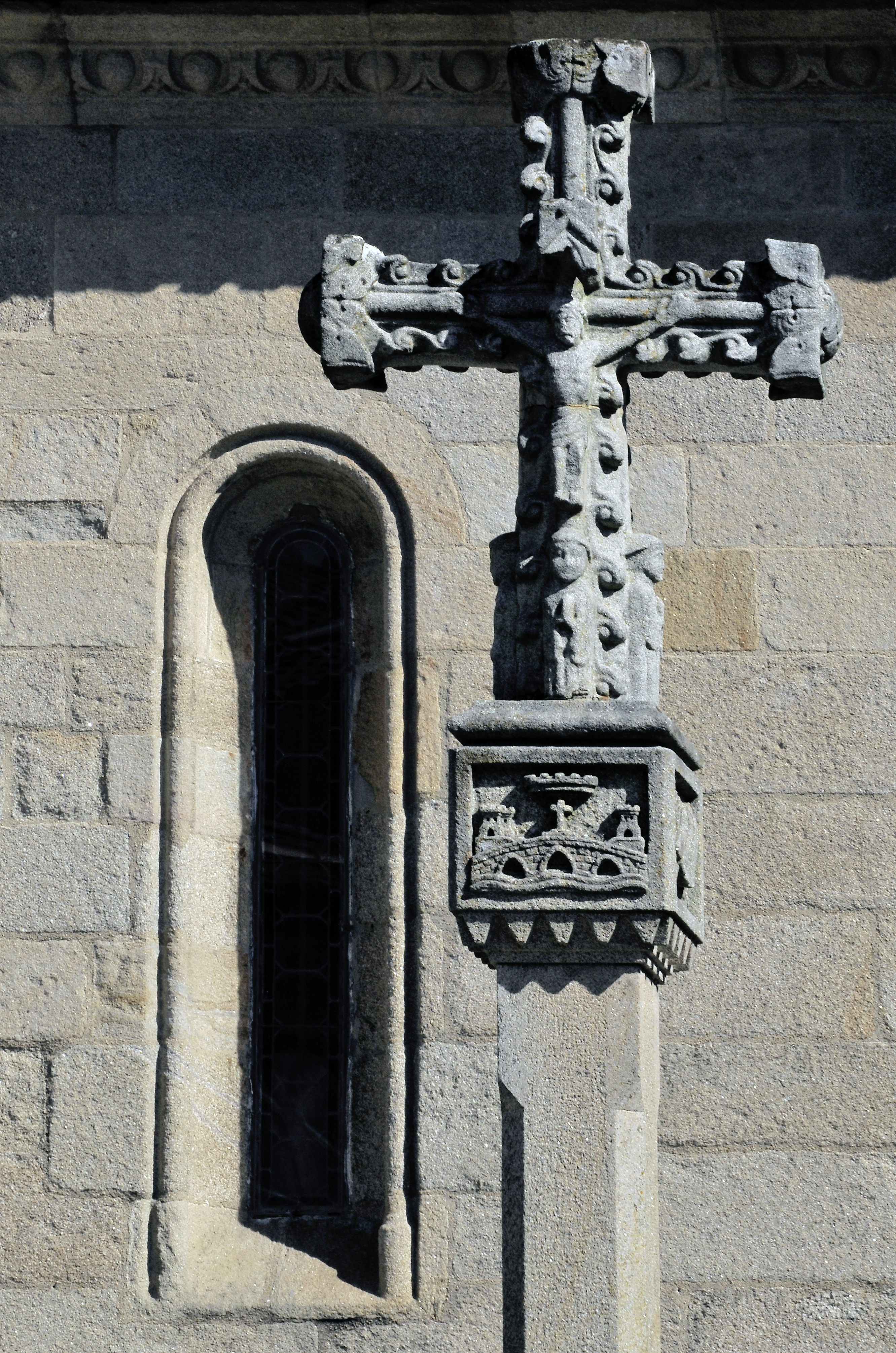
Crucero gótico flamígero
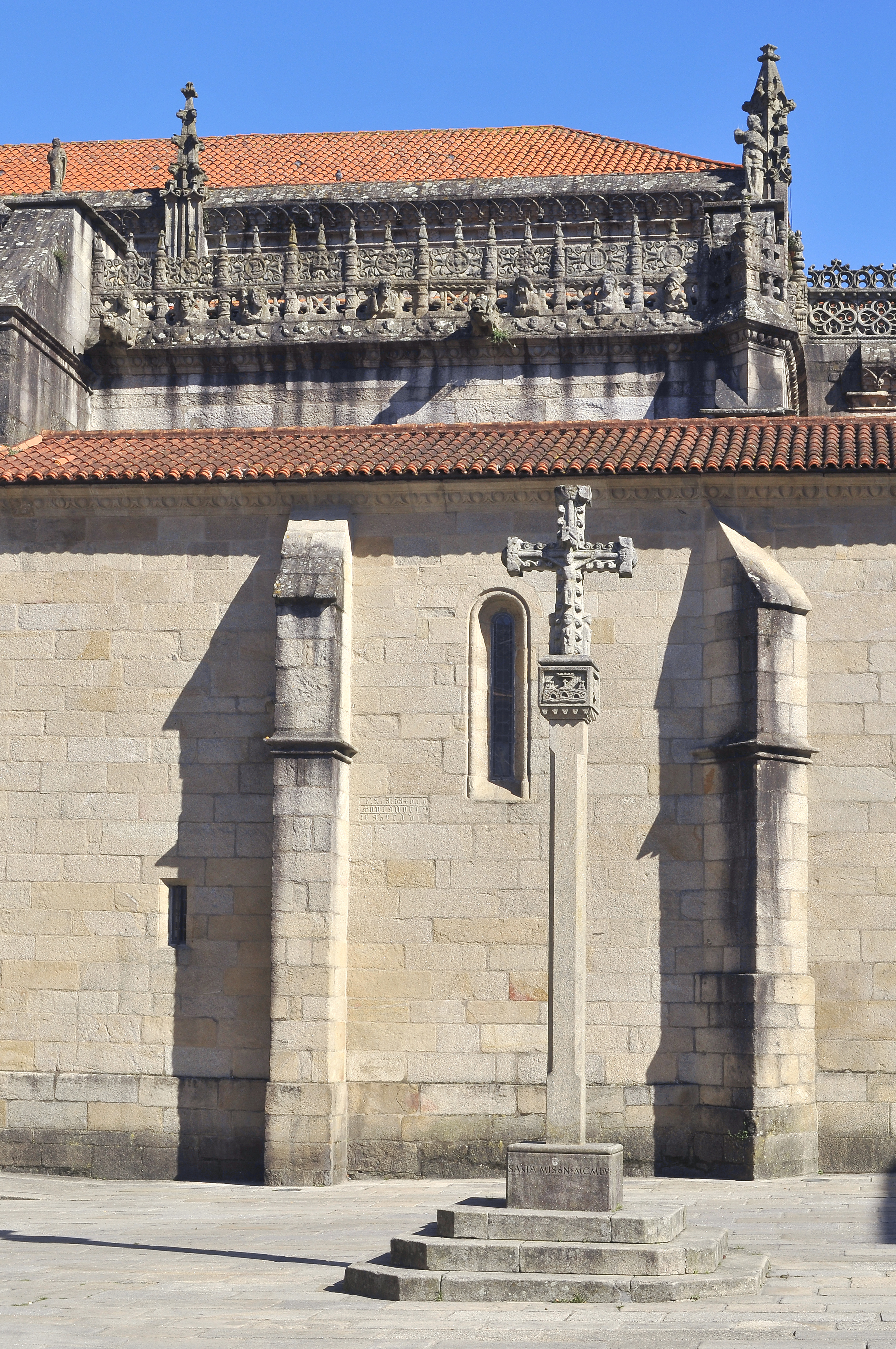
Crestería gótica de la Basílica de Santa María
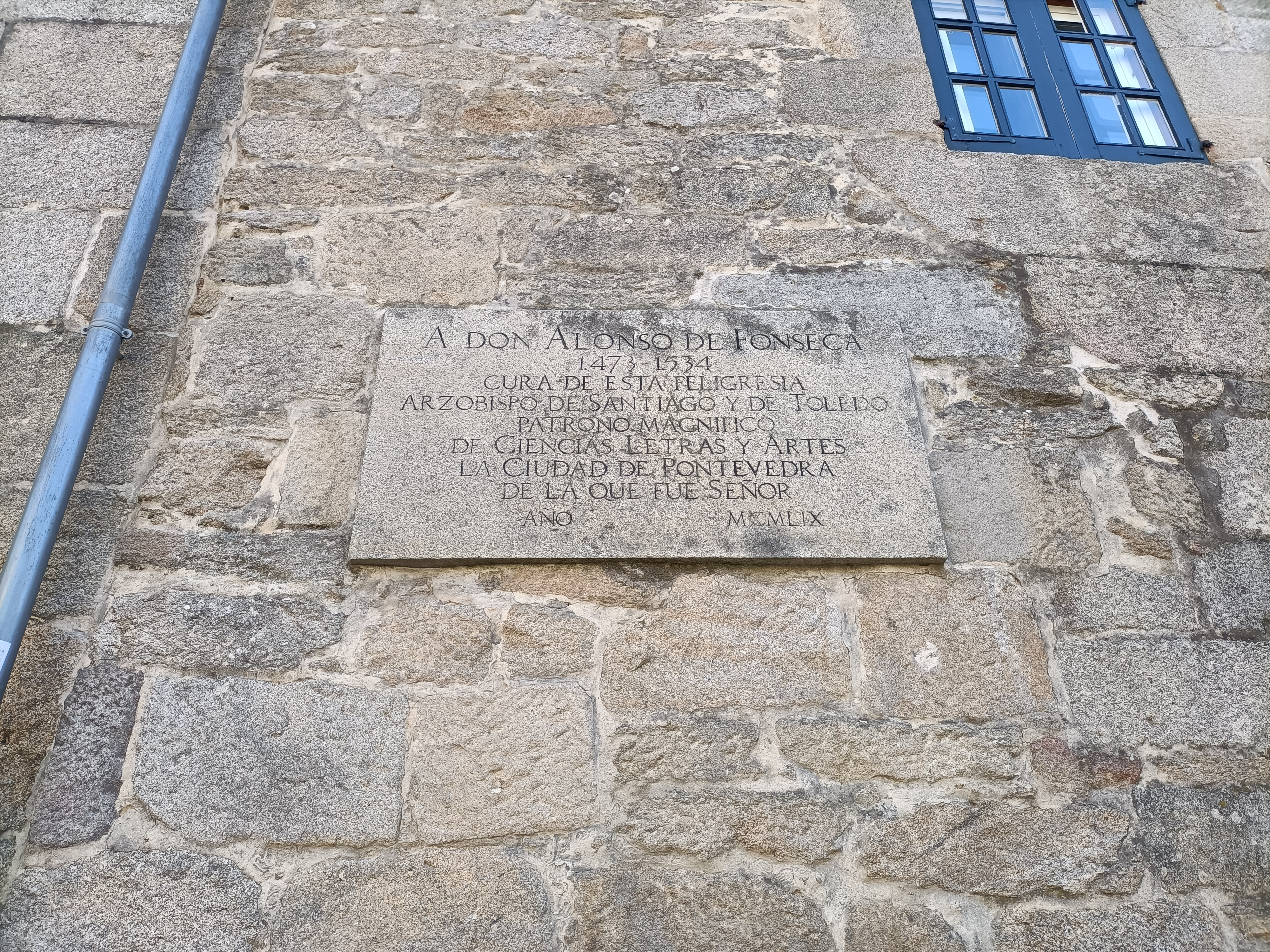
Placa dedicada a Alonso de Fonseca en la plaza